# Julio Buchs García
Julio Buchs García (Madrid, 10 de març de 1926 - † 20 de gener de 1973) va ser un director de cinema i guionista espanyol.
Buchs era fill del director espanyol José Buchs Echeandia. A la fi de la dècada del 1940 va començar com a ajudant de direcció. Des de 1963, després de fer el curtmetratge documental Salto de Castrejón va rodar 13 pel·lícules com a director i gairebé sempre amb el seu propi guió, fins a la seva mort prematura d'un atac de cor.

## Filmografia

### direcció
- 1963: Piedra de toque
- 1964: El salario del crimen
- 1964: El pecador y la bruja
- 1966: Mestizo
- 1967: El hombre que mató a Billy el Niño
- 1967: Encrucijada para una monja
- 1968: Cuidado con las señoras
- 1969: Las trompetas del apocalipsis
- 1969: Los desesperados
- 1970: Una señora llamada Andrés
- 1971: El apartamento de la tentación
- 1972: Alta tensión
- 1973: Sevillana 73

### Guió
- 1967: Lucky, el intrépido – direcció: Jesús Franco Manera
- 1975: Malocchio – direcció: Mario Siciliano